# 이사 카보레
이사 카보레(프랑스어: Issa Kaboré, 2001년 5월 12일 ~ )는 부르키나파소의 축구 선수로, 현재 포르투갈 프리메이라리가의 벤피카에서 수비수이자 임대 선수로 활약하고 있다.

## 구단 경력
2019년 8월 28일, 카보레는 벨기에 클럽 KV 메헬렌과 프로 계약을 체결했다. 카보레는 2020년 7월 29일 잉글랜드 클럽 맨체스터 시티와 계약을 체결하고 다가오는 시즌 동안 메헬렌에 임대로 남아 있다.
2021년 7월, 그는 2021-22 시즌을 위해 트루아에 임대로 합류했다. 2022년 8월, 그는 2022-23 시즌을 위해 마르세유에 임대로 합류했다. 2022년 10월 29일, 그는 2-2로 비긴 스트라스부르와의 원정 경기에서 리그 1 첫 골을 넣었다.
2023년 7월 21일, 카보레는 프리미어리그의 루턴 타운에 1년 임대로 합류했다.

## 국가대표팀 경력
2019년 6월 9일, 카보레는 0-0으로 비긴 콩고 민주 공화국과의 친선 경기에서 부르키나파소 국가대표팀 데뷔 전을 치렀다.
2021년 8월 8일, 4-0으로 이긴 지부티와의 월드컵 예선 경기에서 카보레는 성인 국가대표팀 첫 골을 기록했다.
그는 2022년 1월부터 2월까지 카메룬에서 열린 2021년 아프리카 네이션스컵에서 대회 최고의 영 플레이어로 선정되었다. 비록 토너먼트에서 골을 넣지는 못했지만, 카보레는 공격과 수비의 기여로 부르키나파소가 마지막 4단계까지 진출하는 데 중요한 역할을 했다. 그는 팀이 결국 우승한 세네갈에게 3-1로 패한 준결승에 진출할 때 3개의 도움을 주었다.